# Нітриди включення
Нітри́ди вклю́чення (рос. нитриды внедрения, англ. interstitial nitrides) — нестехіометричні та стехіометричні сполуки металів d-блоку з Нітрогеном.
Утворюються при взаємодії гідридів металів з азотом при високих температурах. Це тверді, інертні, високоплавкі металоподібні тверді тіла, з високою електропровідністю, що нагадує метали.
Більшість має структуру, де атоми Нітрогену займають октаедральні дірки в кристалах металів. Повна зайнятість таких дірок веде до стехіометрії MN (наприклад, TiN, ZrN, HfN, VN, NbN).